# Obóz dla uchodźców w Debreczynie
Obóz dla uchodźców w Debreczynie – zlikwidowany węgierski otwarty obóz dla uchodźców zlokalizowany w Debreczynie, w dawnej bazie wojsk radzieckich.

## Historia
Obóz powstał w 1995 i początkowo przyjmował uchodźców z krajów południowosłowiańskich (bałkańskich), następnie zaś z Afganistanu, Iraku, Syrii i Kosowa. Karoly Kontrat, sekretarz stanu węgierskiego ministerstwa spraw wewnętrznych oszacował liczbę osób, które przewinęły się przez obóz w całych jego dziejach na około 73 000 osób. W grudniu 2015 obóz został zamknięty. Dysponował wówczas 773 lub 823 miejscami. Dysponował dziesięcioma pracownikami socjalnymi, dwunastoma asystentami socjalnymi i 34 pracownikami publicznymi. Miał dostęp do Internetu, salę telefoniczną, izbę chorych, salę telewizyjną, salę zabaw dla dzieci, salę fitness, pokój dla gości, pralnię, pokój badań lekarskich, szpital oraz pokoje modlitewne. Lajos Kosa, polityk Fideszu i były burmistrz Debreczyna, stwierdził w 2014, że likwidacja obozu w tym mieście jest dobrym rozwiązaniem, ponieważ należy chronić granice, nie zaś budować po całej Europie obozy. Zamknięcie obozu wywołało ostrą krytykę ze strony Wysokiego komisarza Narodów Zjednoczonych do spraw uchodźców.
Obóz był dla większości migrantów przystankiem w drodze na Zachód Europy. Działał pod auspicjami Węgierskiego Biura Imigracji i Obywatelstwa. Z uwagi na jego otwarty charakter osoby z kartą obozową mogły się swobodnie poruszać po okolicy.

## Bezpieczeństwo
W czerwcu 2015 kilkuset uchodźców wszczęło zamieszki z powodu rzekomej obrazy Koranu, w wyniku których uszkodzonych zostało kilka samochodów stojących na pobliskim parkingu. Premier Viktor Orbán określił negatywnie osoby przebywające w obozie, jako unruly subsistence migrants.